# Friedrich Glauser
Friedrich Glauser (4. února 1896 Vídeň – 8. prosince 1938 Nervi) byl švýcarský spisovatel, známý především jako autor detektivních románů.

## Dílo
- Wachtmeister Studer. Zürich 1936.
- Matto regiert. Zürich 1936.
- Die Fieberkurve. Zürich 1938.
- Der Chinese. Zürich 1939.
- Gourrama. Zürich 1940.
- Der Tee der drei alten Damen. Zürich 1940.
- Krock & Co. (též jako Die Speiche). Zürich 1941.
- Beichte in der Nacht. Zürich 1945.
- Dada, Ascona und andere Erinnerungen. Zürich 1976.
- Morphium und autobiographische Texte. Zürich 1980.
- Briefe (2 svazky, ed. Bernhard Echte). Zürich 1988/91.
- Das erzählerische Werk (4 svazky, ed. Bernhard Echte). Zürich 1992–93.

V češtině vyšel soubor tří jeho detektivních románů pod názvem 3x strážmistr Studer. Praha 1992. ISBN 80-207-0392-6.

## Zajímavosti
Na Glauserovu počest je pojmenována Friedrich-Glauser-Preis, která se každoročně uděluje za nejlepší německojazyčný detektivní román.